# ボストーク (ロケット)
ボストーク（ロシア語:Востокヴァストーク、ラテン文字表記の例:Vostok）とは、1959年から1991年の間にソビエト連邦で使用されていた宇宙機打ち上げ用のロケット。R-7大陸間弾道ミサイルの流れをくむロケットで、3段式の構造を持つ。世界初の有人宇宙船ボストークを打ち上げたことからこの名があるが、それ以外にもルナ計画の1号から3号・ゼニット偵察衛星・メテオール気象衛星などさまざまな宇宙機の打ち上げに使用された。名称は、「東」という意味。
ルナ計画で用いられた8K72はルナロケットと呼ばれる場合もある。

## 概要
ボストークロケットは次の型式に細分された。
- 8K72
- 8K72K
- 8A92
- 8A92M
- 11A510

8K72は、スプートニクロケットの後継として設計されたロケットである。第1段と第2段はスプートニクからそのままの形で引き継ぎ、その上に新たに第3段を追加した。最初期の8K72は月探査機の打ち上げに使用された。3回の失敗ののち1959年1月2日にルナ1号の打ち上げに成功し、さらにルナ2号、3号の打ち上げにも使用された。他にボストーク宇宙船の無人試験機（コラブリ・スプートニク）を3機打ち上げた。8K72の打ち上げ回数は12回だった。
8K72Kは8K72の改良型として開発された。2回のコラブリ・スプートニクの打ち上げに続き、ボストーク1号から6号までの打ち上げに使用された。他にゼニット衛星2機とエレクトロン衛星4機の打ち上げを行い、1964年にこの型の運用は終了した。13回の打ち上げが行われ、うち11回が成功を収めた。
8A92は1962年から運用が開始され、ゼニット2偵察衛星の打ち上げのみに使用された。45機以上が打ち上げられたが、1967年の打ち上げを最後にボスホートロケットにその役目を譲った。
8A92Mは、比較的高高度の周回軌道や太陽同期軌道へ衛星を投入するために設計されたタイプで、ソ連初の気象衛星メテオールなどの打ち上げに利用された。他のタイプがすべて1960年代に運用を終了したのに対し、8A92Mは1991年まで使用され続けた。打ち上げ数はボストークロケットの全型式中最多で94回を数えた。信頼性も高く、失敗したのは2回のみだった。
11A510はRORSAT海洋偵察衛星の打ち上げに2回だけ使われた。

## 構造
外側に4基あるロケットが1段目で中央部が2段目で1段目と2段目は発射台で点火を確認してから打ち上げられる。3段目と2段目の段間部はトラス構造になっており、2段目の点火が終了する前に点火してから分離する。分離前に3段目に点火するのでトラスの間からガスが逃げるようになっていて分離時に2段目の残留推力による衝突を避けられる。